# Лапчатка низкая
Лапча́тка лежа́чая, или лапчатка ни́зкая (лат. Potentílla supína) — одно- или двулетнее, редко трёх- или четырёхлетнее травянистое растение; вид рода Лапчатка (Potentilla) семейства Розовые (Rosaceae).

## Ботаническое описание
Корень простой, слабоволокнистый.

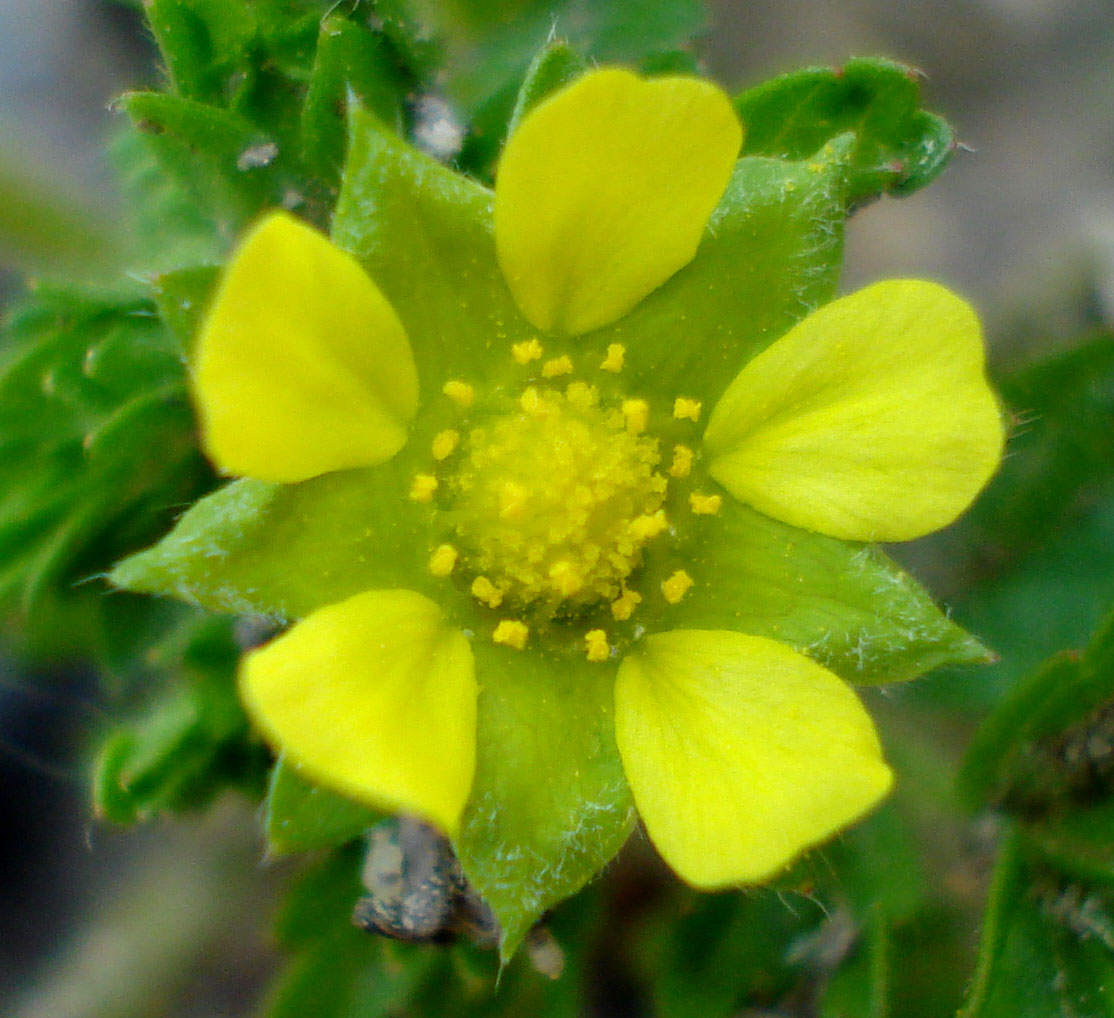
Цветок. Германия

Стебли 15—40 см высотой, одиночные или по нескольку, распростёртые или приподнимающиеся, реже прямостоящие, от основания растопыренно вильчато-ветвящиеся, покрытые, так же как и черешки листьев и цветоложе, оттопыренными мягкими волосками, иногда с примесью мелких желёзок.
Корневые и нижние стеблевые листья длинночерешатые, 2–5-парноперистые, с широкояйцевидными, цельными, островатыми прилистниками; верхние стеблевые листья почти сидячие, часто тройчатые. Листочки довольно разновеликие, продолговатые или обратнояйцевидные, верхние низбегающие, конечные часто сливающиеся с листочками верхней пары, надрезанно-зубчатые или лопастные, обычно с тупыми долями, с обеих сторон более-менее волосистые, зелёные.
Цветки небольшие; цветоножки по отцветании отгибающиеся книзу; наружные и внутренние чашелистики почти одинаковой длины или наружные короче, листовидные, обратнояйцевидно-ланцетные, часто двух-трёхраздельные; лепестки обратнояйцевидно-клиновидные, на верхушке слабовыемчатые, равны или значительно короче чашелистиков, жёлтые. Тычинок 15—20, нити их короткие, пыльники мелкие, округлые. Столбик почти верхушечный, конический или слегка веретенообразный, в нижней трети сосочкообразно утолщённый, равен по длине зрелой семянке. Цветёт в июне — августе.
Плоды — весьма многочисленные, мелкие, продольно-морщинистые, в брюшной своей части часто с конусообразным пробковатым выростом, реже без него семянки, сидящие на разрастающемся губчатом цветоложе.
Вид описан из Майнца и Сибири.

## Распространение
Широко распространённый сорный вид Северного полушария. Границу естественного распространения в настоящее время провести не представляется возможным из-за обширной натурализации во вторичном ареале.
Встречается в Северной Америке, почти по всей Евразии, на севере Африки (Марокко, Алжир, Тунис и Египет) и на юге Африки (ЮАР, Намибия). В качестве заносного регистрируется в Австралии (Новый Южный Уэльс).

## Экология
Растёт на песчанных берегах рек, травянистых склонах, пастбищах, в рудеральных местообитаниях, на сбитых газонах, пустырях, вдоль авто- и железных дорог.

## Значение и применение
Крупно рогатым скотом и лошадьми не поедается. Овцы и козы весной и летом едят хорошо, верблюды удовлетворительно. В северных районах почти не поедается.

## Классификация

### Таксономия
- Potentilla supina (L.),  1753 , Sp. Pl.: 497.

Вид Лапчатка лежачая относится к роду Лапчатка (Potentilla) семейства Розовые (Rosaceae) порядка Розоцветные (Rosales), последовательно входящего в более крупные клады Фабиды → Розиды → Суперрозиды → Эвдикоты → Цветковые растения. Таксономическая схема в соответствии с Системой APG IV по состоянию на май 2025 года:
|  |                          |  |                                   |                                   |                   |  | еще 8 семейств | еще 8 семейств |                      |  |                          |  | еще 551 подтвержденный вид и 926 видов, ожидающих подтверждения | еще 551 подтвержденный вид и 926 видов, ожидающих подтверждения |  |
|  |                          |  |                                   |                                   |                   |  | еще 8 семейств | еще 8 семейств |                      |  |                          |  | еще 551 подтвержденный вид и 926 видов, ожидающих подтверждения | еще 551 подтвержденный вид и 926 видов, ожидающих подтверждения |  |
|  |                          |  |                                   | порядок Розоцветные               |                   |  |                |                | род Лапчатка         |  |                          |  |                                                                 |                                                                 |  |
|  |                          |  |                                   | порядок Розоцветные               |                   |  |                |                | род Лапчатка         |  | 5 внутривидовых таксонов |  |                                                                 |                                                                 |  |
|  | клада Цветковые растения |  |                                   |                                   | семейство Розовые |  |                |                | вид Лапчатка лежачая |  |                          |  |                                                                 |                                                                 |  |
|  | клада Цветковые растения |  |                                   |                                   |                   |  |                |                |                      |  |                          |  |                                                                 |                                                                 |  |
|  |                          |  | ещё 63 порядка цветковых растений | ещё 63 порядка цветковых растений |                   |  |                | еще 116 родов  | еще 116 родов        |  |                          |  |                                                                 |                                                                 |  |
|  |                          |  |                                   | ещё 63 порядка цветковых растений |                   |  |                |                | еще 116 родов        |  |                          |  |                                                                 |                                                                 |  |

### Подвиды[6]
- Potentilla supina subsp. aegyptiaca (Vis.) Soják
- Potentilla supina subsp. caspica Soják
- Potentilla supina subsp. costata Soják
- Potentilla supina subsp. paradoxa (Nutt.) Soják
- Potentilla supina subsp. supina

### Синонимы
- Argentina supina (L.) Lam. (1779)
- Chamaephyton supinum (L.) Fourr. (1868)
- Comarum supinum (L.) Alef. (1866)
- Fragaria supina (L.) Crantz (1763)
- Tridophyllum supinum (L.) Greene (1906)